# Praktiflex
Praktiflex — название семейства немецких малоформатных однообъективных зеркальных фотоаппаратов, выпускавшихся предприятием Kamera Werkstätten Guthe & Thorsch с 1938 до 1951 года.

## История
Praktiflex, серийное производство которого было начато в 1938 году, стал третьим в истории (после немецкого «Кине-Экзакта» фирмы Ihagee Kamerawerk и советского «Спорта») однообъективным зеркальным фотоаппаратом «киноплёночного» формата. Он приобрёл популярность и выпускался более 10 лет практически без изменения конструкции. Стоимость фотоаппарата составляла 120 рейхсмарок.
Фотоаппараты, выпускавшиеся после войны, отличались от довоенных стандартом резьбового крепления объективов: М42×1 вместо довоенного М40. Кроме того, новый конструктор Зигфрид Бём (нем. Siegfried Bohm) отказался от примитивного механизма зеркала постоянного визирования с приводом от спусковой кнопки. Темп подъёма и опускания зеркала зависел от усилия на кнопке и часто зеркало перекрывало кадр ещё во время экспозиции. Поэтому было решено использовать привычный механизм «залипающего» зеркала, опускающегося в рабочее положение при взводе затвора. Новая камера, выпуск которой начат в 1947 году, получила название Praktiflex II. Всего было выпущено 59 716 камер этой модели, из них 33 900 Praktiflex I и 25 816 Praktiflex II.
Сразу же после запуска производства Praktiflex II Бём начал разработку нового затвора с выдержками длиннее 1/25 секунды. Серийное производство Praktiflex III с новым затвором началось в январе 1949 года, а после слияния заводов KW и Ihagee камера получила название Praktica, положив начало ещё одному известному бренду «зеркалок». Тем не менее, в США, куда камера поставлялась наравне с Exakta, название Praktiflex использовалось до 1954 года.

## Технические характеристики

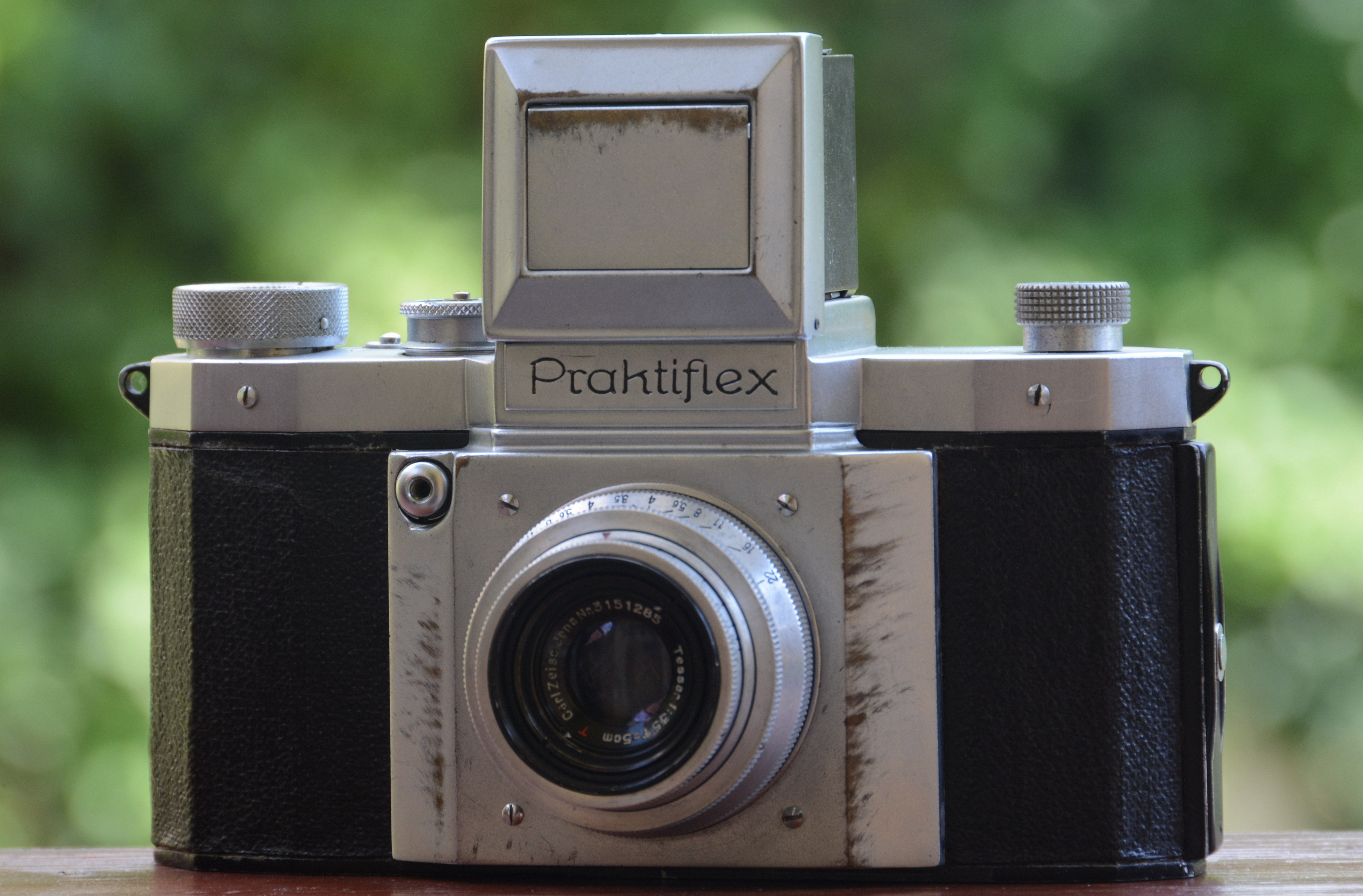
Praktiflex II

- Применяемый фотоматериал: 35-мм перфорированная плёнка в стандартных кассетах (тип 135) (слева кассета, справа — приёмная катушка с обратной перемоткой)
- Размер кадра: 24×36 мм
- Затвор: шторный, с горизонтальным движением матерчатых шторок. Шкала выдержек — 1/25, 1/50, 1/100, 1/500 с и «B» (длительность соответствует времени удержания кнопки спуска затвора). На камерах, выпущенных до Второй мировой войны, кнопка спуска затвора располагалась в верхней части корпуса; позже, в целях увеличения чёткости снимков, она была перемещена на переднюю поверхность корпуса. Перед войной был сконструирован прототип с диапазоном выдержек от целой секунды до 1/1000, однако запустить серийное производство не удалось.
- Объективы[6]:
  - 5 cm f/4.5 Zeiss Tessar
  - 5 cm f/2.8 Schneider-Kreuznach Xenar
  - 5 cm f/2.0 Schneider-Kreuznach Xenon
  - 5 cm f/2.9 Victar Anastigmatic
  - 5,8 cm f/2.0 Zeiss Biotar
  - 8,5 cm f/4.0 Zeiss Triotar
  - 12 cm f/4.5 Meyer Trioplan
- Крепление объектив: резьбовое, M40×1 (после 1949 года — M42×1).
- Взвод затвора и транспортировка плёнки осуществляются одновременно вращением головки в верхней части корпуса справа. Головка оборудована механическим счётчиком кадров. Обратная перемотка плёнки в кассету производится головкой обратной перемотки (в верхней части корпуса слева) при выдвинутом флажке «R», отключающем механизм взвода затвора.
- Видоискатель: шахтный, с матовым стеклом и откидной лупой; «спортивный» видоискатель рамочного типа при откинутом люке в передней стенке шахты.
- Корпус: металлический со съёмной задней крышкой (замок в левой части корпуса), отделка чёрной натуральной кожей или кожзамом; снизу — алюминиевая штативная гайка с резьбой 3/8" (также служит для крепления в кожаном футляре).

## Версии камеры
За годы выпуска камера претерпела несколько модернизаций. Предположительно, с 1941 по 1946 год камера выпускалась с перерывами.
- 1939: Ранние выпуски камеры отличает отсутствие «ушек» для крепления ремня и большие ручки взвода и обратной перемотки. В первых вариантах счётчик кадров располагался на верхней части ручки взвода, затем его перенесли под неё. Название было написано готическим шрифтом. Позднее шрифт сменили на имитацию рукописного.
- 1940: Уменьшен диаметр головки обратной намотки (Ø21мм, тогда как головка взвода имела Ø27мм). Кроме стандартной, появились варианты камер, оклеенные коричневой, тёмно-коричневой, красной и тёмно-зелёной кожей. Металлические части некоторых камер окрашивались в серый или чёрный цвет. Добавлены зажимы для ремня.

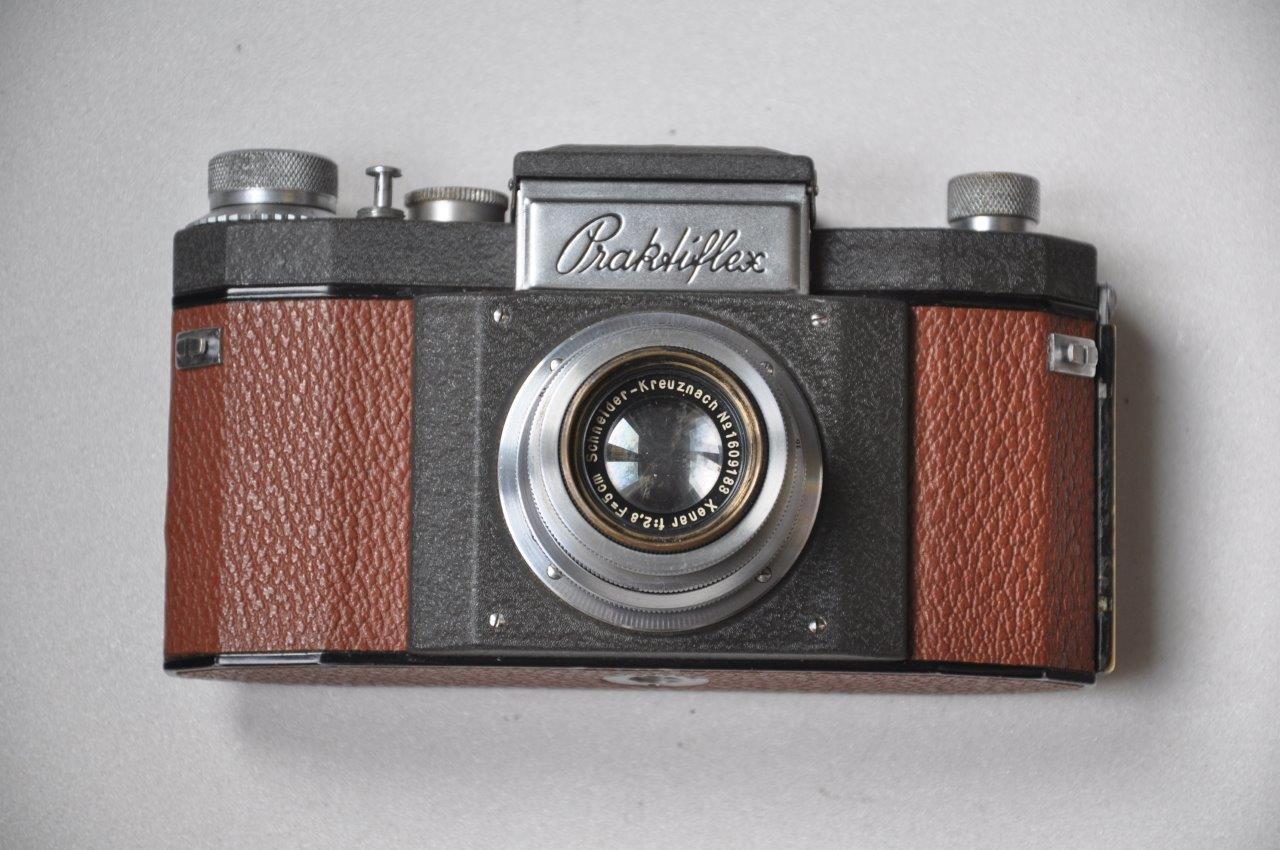
Практифлекс 1940 года

- 1941: Зажимы сменили на стандартные «ушки» по бокам корпуса.
- 1946: Фотоаппарат выпускается только в чёрной окраске с белым названием
- 1947: Возврат к никелированному варианту. Счётчик кадров возвращается на верх ручки взвода[7]. В том же году камеру сменил доработанный вариант, условно называемый Praktiflex II. От изначального варианта его отличал другой механизм выбора выдержек, кнопка спуска на лицевой панели, рядом с объективом и переработанная конструкция затвора. Также изменились размеры головок управления (Ø16мм у головки перемотки, Ø25мм у головки взвода) и кнопка отключения транспортировки плёнки для перемотки отснятой кассеты была перемещена на верхнюю панель рядом с головкой взвода. Название вновь написано готическим шрифтом, как на первых «Практифлексах».

После 1949 года, в соответствии с техзаданием советской военной администрации, камера оснащена резьбой М42х1 крепления объектива. Предположительно, выпуск второй модели прекращён в 1951 году.